# ヘラルド (グラスゴー)
ザ・ヘラルド（英語: The Herald）は、スコットランド、グラスゴーのカンブスラングで発行されている、ブランケット判の新聞である。日曜日を除いた週6日発行され、全国紙としては世界で最も長い歴史を持つとされる。

## 歴史
1783年1月に「アドバタイザー」(Advertiser) を紙名とする週刊紙として創刊し、1802年にジョン・メノンズ (John Mennons) が所有者となった。翌1803年に紙名を「ヘラルド・アンド・アドバタイザー・アンド・コマーシャル・クロニクル」(The Herald and Advertiser and Commercial Chronicle)に変更したが、さらに翌1804年に「グラスゴー・ヘラルド」(The Glasgow Herald) と改名した（1834年には紙名から定冠詞の the が除かれ、単に Glasgow Herald となった）。1858年に日刊紙となった。1836年から1964年にかけてジョージ・アウトラム (en) 商会の所有となった。買収はヒュー・フレイザー (en) によって行われたが、10年後にはロンロー社 (en) に転売されている。
1992年に紙名を「ヘラルド」へと変更し、同年にカレドニア新聞出版アンド・グラスゴーに買収され、1996年にスコティッシュ・テレビジョンに買収された。2013年、関連紙の「イブニング・タイムズ」(en) や「サンデー・ヘラルド」(en) とともにニュースクエスト・グループの所有となった。